# Filmographie de Vyjayanthimala
Vyjayanthimala, née le 13 août 1936, est une actrice du cinéma indien, chanteuse carnatique, danseuse de Bharata natyam, chorégraphe et une parlementaire indienne. Elle était l'actrice la mieux payée de son époque. Considérée comme la « première femme superstar » et une « megastar » du cinéma indien, elle a fait ses débuts, à l'âge de 13 ans, dans le film Vaazhkai, en tamoul, en 1949 et dans le film Jeevitham, en télougou de 1950. Elle devient ensuite l'une des actrices les plus en vue du cinéma sud-indien et de l'âge d'or de Bollywood, et est reconnue comme l'une des actrices principales les plus emblématiques de tous les temps. Vyjayanthimala joue dans les films bollywoodiens Bahar et Ladki. Après le succès de Nagin (1954), Vyjayanthimala s'impose comme l'une des principales actrices de Bollywood tout en s'illustrant dans des films tamouls et télougous à succès. Après s'être établie avec succès comme actrice commerciale, Vyjayanthimala apparaît dans Devdas (1955), jouant le rôle de Chandramukhi (en), la prostituée au cœur d'or (en).
Pour son premier rôle dramatique, elle reçoit son premier Filmfare Award de la meilleure actrice dans un second rôle lors de la 4e cérémonie, où elle refuse d'accepter le prix, invoquant qu'elle n'avait pas joué un second rôle, devenant ainsi la première personne à refuser un Filmfare Award. Par la suite, Vyjayanthimala apparaît dans une série de films à succès tels que New Delhi (en), Naya Daur (en) et Aasha (en). Elle atteint l'apogée de son succès en 1958, lorsque deux de ses films - Sadhna et Madhumati (en) - deviennent d'énormes succès critiques et commerciaux. Elle est nommée pour deux Filmfare Awards de la meilleure actrice pour Sadhna et Madhumati et remporte le prix pour le premier.
C'est alors que Vyjayanthimala fait son retour dans les films tamouls, où elle connaît un succès commercial avec Vanjikottai Vaaliban (en), Irumbu Thirai (en), Baghdad Thirudan (en) et Then Nilavu (en). En 1961, à la sortie du film Ganga Jumna (en) de Dilip Kumar, elle incarne une belle villageoise rustique, Dhanno, qui parle le dialecte awadhi. Les critiques applaudissent sa performance, tandis que certains la qualifient de meilleure à ce jour. Elle remporte son deuxième Filmfare Award de la meilleure actrice, pour son rôle dans Ganga Jumna. À partir de 1962, la plupart de ses films obtiennent des résultats moyens ou médiocres au box-office. Cependant, en 1964, avec le succès de Sangam, sa carrière atteint de nouveau le sommet. Elle se réinvente en jouant une jeune Indienne moderne apparaissant dans des costumes révélateurs et un maillot de bain une pièce. Elle reçoit son troisième prix de la meilleure actrice, à la 12e cérémonie des Filmfare Awards, pour son rôle de Radha dans Sangam. Elle est ensuite acclamée par la critique pour sa performance dans le drama historique Amrapali (en), basé sur la vie de Ambapali, Nagarvadhu, courtisane royale, de Vaisali. Le film reçoit un accueil universel, mais est un énorme échec au box-office, ce qui laisse Vyjayanthimala, qui attendait beaucoup du film, désabusée au point qu'elle décide de quitter le cinéma. À la fin de sa carrière, Vyjayanthimala est surtout vue dans des films à succès commercial comme Suraj (en), Jewel Thief (en) et Prince (en), avec quelques films acclamés par la critique comme Hatey Bazarey (en) et Sunghursh. La plupart de ces films sont sortis après que Vyjayanthimala ait quitté l'industrie cinématographique.

## Filmographie

### Actrice
| Année | Film                       | Rôle                                   | Langue   | Notes | Réf.          |
| ----- | -------------------------- | -------------------------------------- | -------- | --- | ------------- |
| 1949  | Vaazhkai                   | Mohana Shivashankaralingam             | Tamoul   | Tourné simultanément avec Jeevitham | ,             |
| 1950  | Jeevitham                  | Mohini Sivashankara Lingeswara Prasad  | Télougou | Tourné simultanément avec Vaazhkai | ,             |
| 1950  | Vijayakumari (en)          | Danseuse orientale                     | Tamoul   | Apparition en tant qu'invitée | [ 5 ]         |
| 1951  | Bahar                      | Lata                                   | Hindi    | | ,             |
| 1953  | Ladki                      | Rani Mehra                             | Hindi    | | ,             |
| 1954  | Penn (film) (en)           | Rani                                   | Tamoul   | Remake de Ladki | [ 7 ]         |
| 1954  | Sangam                     | Rani                                   | Télougou | Remake de Ladki | [ 7 ]         |
| 1954  | Nagin                      | Mala                                   | Hindi    | | ,             |
| 1954  | Pehli Jhalak               | Beena                                  | Hindi    | | [ 2 ]         |
| 1954  | Asha Nirasha               | Asha                                   | Kannada  | Achevé Non sorti | [ 9 ] [ 10 ]  |
| 1954  | Miss Mala                  | Mala                                   | Hindi    | | [ 2 ]         |
| 1955  | Yasmin (en)                | Yasmin                                 | Hindi    | | ,             |
| 1955  | Sitara                     | Veda                                   | Hindi    | | [ 2 ]         |
| 1955  | Jashan                     | Seema / Malti                          | Hindi    | | [ 2 ]         |
| 1955  | Devdas                     | Chandramukhi (en)                      | Hindi    | Filmfare Award de la meilleure actrice dans un second rôle, mais Vyjayanthimala le refuse. Basé sur le roman Devdas de Saratchandra Chattopadhayay | ,             |
| 1956  | Taj                        | Princesse de Roopnagar (en)            | Hindi    | | [ 2 ]         |
| 1956  | Anjaan                     | Ratna                                  | Hindi    | Également appelé Somewhere in Delhi | [ 2 ]         |
| 1956  | New Delhi (en)             | Janaki Subramaniam                     | Hindi    | Doublé en russe sous le titre Индия | ,             |
| 1956  | Marma Veeran (en)          | Rajkumari Vijaya                       | Tamoul   | | ,             |
| 1956  | Patrani (en)               | Princesse Mrinalla                     | Hindi    | | ,             |
| 1956  | Kismet Ka Khel (en)        | Anokhi                                 | Hindi    | | [ 2 ]         |
| 1956  | Devta (en)                 | Princesse du monde des serpents        | Hindi    | | [ 2 ]         |
| 1957  | Naya Daur (en)             | Rajni                                  | Hindi    | Doublé en tamoul sous le titre Pattaliyin Sabatham                                                                                                 | ,             |
| 1957  | Kathputli (en)             | Pushpa                                 | Hindi    | Dernier film d'Amiya Chakrabarty Achevé par Nitin Bose (en)                                                                                        | ,             |
| 1957  | Ek Jhalak (en)             | Mala                                   | Hindi    | | [ 2 ]         |
| 1957  | Aasha (en)                 | Nirmala                                | Hindi    | | ,             |
| 1958  | Sitaron Se Aage (en)       | Kanta Devi                             | Hindi    | | [ 21 ]        |
| 1958  | Sadhna                     | Champabai                              | Hindi    | Filmfare Award de la meilleure actrice | [ 22 ]        |
| 1958  | Vanji Kottai Valipan (en)  | Princesse Mandakini                    | Tamoul   | | [ 23 ]        |
| 1958  | Raj Tilak (en)             | Mandakini                              | Hindi    | | [ 2 ]         |
| 1958  | Madhumati (en)             | Madhumati / Madhavi / Radha            | Hindi    | Nommée pour le Filmfare Award de la meilleure actrice Triple rôle Film officiel de l'Inde pour les Oscars                                          | ,             |
| 1958  | Ponniyin Selvan            | Kundavai (en)                          | Tamoul   | Inspiré par le roman Ponniyin Selvan (en) de Kalki Krishnamurthy Mis de côté                                                                       | [ 27 ] [ 28 ] |
| 1958  | Amar Deep (en)             | Aruna                                  | Hindi    | | [ 2 ]         |
| 1959  | Paigham (en)               | Manju                                  | Hindi    | | [ 29 ]        |
| 1959  | Jawani Ki Hawa (en)        | Lata                                   | Hindi    | | [ 30 ]        |
| 1959  | Athisaya Penn (en)         | Nirmala                                | Tamoul   | | [ 2 ]         |
| 1960  | Raja Bakthi (en)           | Princesse Mrinalini                    | Tamil    | | [ 31 ]        |
| 1960  | Parthiban Kanavu (en)      | Kundhavi                               | Tamoul   | Inspiré par le roman Parthiban Kanavu (en) de Kalki Krishnamurthy                                                                                  | ,             |
| 1960  | Irumbu Thirai (en)         | Manju                                  | Tamil    | Remake de Paigham (en) | [ 29 ]        |
| 1960  | College Girl (en)          | Kamla Prasad                           | Hindi    | | [ 32 ]        |
| 1960  | Baghdad Thirudan (en)      | Zarina                                 | Tamoul   | | [ 33 ]        |
| 1961  | Then Nilavu (en)           | Shanthi                                | Tamoul   | Premier film tamoul tourné dans l'État de Jammu-et-Cachemire                                                                                       | [ 34 ]        |
| 1961  | Nazrana (en)               | Vasanthi                               | Hindi    | | [ 35 ]        |
| 1961  | Gunga Jumna (en)           | Dhanno                                 | Hindi    | Premier film couleur de Vyjayanthimala (Technicolor) (long métrage). Filmfare Award de la meilleure actrice BFJA Awards de la meilleure actrice.   | ,             |
| 1961  | Aas Ka Panchhi (en)        | Neena Bakshi                           | Hindi    | | [ 40 ]        |
| 1962  | Rungoli (en)               | Nirmala 'Nimmo'                        | Hindi    | | [ 41 ]        |
| 1962  | Jhoola (en)                | Sumathi                                | Hindi    | | [ 42 ]        |
| 1962  | Dr. Vidya (en)             | Geeta / Dr. Vidya                      | Hindi    | | [ 43 ]        |
| 1963  | Chittoor Rani Padmini (en) | Princesse Rani Padmini (en) de Chittor | Tamoul   | | [ 2 ]         |
| 1964  | Zindagi (en)               | Beena                                  | Hindi    | | [ 44 ]        |
| 1964  | Sangham                    | Radha                                  | Hindi    | Filmfare Award de la meilleure actrice Premier film technicolor de Raj Kapoor Doublé en russe sous le titre Сангам                                 | ,             |
| 1964  | Phoolon Ki Sej (en)        | Karuna                                 | Hindi    | | [ 47 ]        |
| 1964  | Leader (en)                | Princesse Sunita                       | Hindi    | Premier film du cinéma indien à être tourné en dehors du format académique 1.37:1 - tourné en 1.85:1.                                              | [ 48 ]        |
| 1964  | Ishaara (en)               | Mala                                   | Hindi    | | [ 49 ]        |
| 1965  | Naya Kanoon (en)           | Jyoti                                  | Hindi    | | [ 50 ]        |
| 1966  | Do Dilon Ki Dastaan (en)   |                                        | Hindi    | | [ 51 ]        |
| 1966  | Amrapali (en)              | Amrapali                               | Hindi    | Film indien proposé à l'Oscar du meilleur film en langue étrangère                                                                                 | [ 52 ]        |
| 1966  | Suraj (en)                 | Princesse Anuradha Singh               | Hindi    | | [ 53 ]        |
| 1967  | Hatey Bazarey (en)         | Chhipli                                | Bengali  | | [ 54 ]        |
| 1967  | Chhoti Si Mulaqat (en)     | Roopa Choudhury                        | Hindi    | | ,             |
| 1967  | Jewel Thief (en)           | Shalini Devi Singh / Shalu             | Hindi    | | [ 58 ]        |
| 1968  | Sunghursh                  | Munni / Laila-E-Aasmaan                | Hindi    | BFJA Awards de la meilleure actrice | [ 59 ]        |
| 1968  | Saathi (en)                | Shanti                                 | Hindi    | | [ 60 ]        |
| 1968  | Duniya (en)                | Mala                                   | Hindi    | | [ 61 ]        |
| 1969  | Pyar Hi Pyar (en)          | Kavita                                 | Hindi    | | [ 62 ]        |
| 1969  | Prince (en)                | Princesse Amrita                       | Hindi    | | [ 63 ]        |
| 1970  | Ganwaar (en)               | Parvati de Paro                        | Hindi    | Dernier film de l'actrice | [ 64 ]        |

### Chorégraphe
| Année | Film        | Distribution                                    | Chanson             | Langue | Notes                                                                                   |
| ----- | ----------- | ----------------------------------------------- | ------------------- | ------ | --------------------------------------------------------------------------------------- |
| 1964  | Leader (en) | Dilip Kumar, Vyjayanthimala                     | Ignoré              | Hindi  | [ 48 ]                                                                                  |
| 1964  | Sangam      | Raj Kapoor, Vyjayanthimala, Rajendra Kumar (en) | Main Kya Karoon Ram | Hindi  | Parodie de danse de cabaret Filmfare Awards de la meilleure actrice pour Vyjayanthimala |

### Réalisatrice
| Année | Film                     | Distribution                      | Langue | Notes                                                |
| ----- | ------------------------ | --------------------------------- | ------ | ---------------------------------------------------- |
| 1982  | Kathoduthan Naan Pesuven | Ramji, Sripriya (en), Menaka (en) | Tamoul | Co-produit avec Rajiyiammal Sorti le 14 janvier 1982 |

### Chanteuse de playback
| Année | Film               | Chanson                 | Co-chanteur(s)     | Langue  | Notes  |
| ----- | ------------------ | ----------------------- | ------------------ | ------- | ------ |
| 1967  | Hatey Bazarey (en) | Cheye Thaki Cheye Thaki | Mrinal Chakraborty | Bengali | [ 54 ] |

### Participations diverses
| Année | Film           | Langue | Notes                                  |
| ----- | -------------- | ------ | -------------------------------------- |
| 2000  | Mugavaree (en) | Tamoul | Remerciements spéciaux                 |
| 2012  | Janleva 555    | Hindi  | Message spécial avant le début du film |